# Distretto di San Francisco del Yeso
Il distretto di San Francisco del Yeso è un distretto del Perù nella provincia di Luya (regione di Amazonas) con 793 abitanti al censimento 2007 dei quali 371 urbani e 422 rurali.
È stato istituito il 16 agosto 1920.

## Località
Il distretto è formato dall'insieme delle seguenti località:
- San Francisco del Yeso
- Colmena
- Cuysen
- Samanga
- Chirimoya Pampa
- Huillcapampa
- La Libertad De Tinlape
- Chilingote
- Poyunte
- Allinpampa
- San Cristóbal del Yeso
- Tiopampa
- Pomacochas
- San José de Ipada
- San Salvador
- San Antonio